# Niederdeutsche Bühne Rostock
Die Niederdeutsche Bühne Rostock ist ein Theaterverein in der Hansestadt Rostock, der niederdeutsche Stücke aufführt. 15 Laienschauspieler (Stand 12/2018), bringen mit der Unterstützung von Fachleuten des Volkstheaters Rostock etwa 15 Vorstellungen pro Jahr. Die Premieren finden in der BÜHNE 602 im Rostocker Stadthafen statt. Jedes Stück steht etwa zwei Jahre auf dem Spielplan. Gastspiele finden in verschiedenen Städten in Mecklenburg-Vorpommern statt.

## Geschichte
Im Jahr 1898 wurde der Plattdütsche Verein vör Rostock und Umgebung gegründet. Das Stück Ein Winterabend in einem mecklenburgischen Bauernhaus des Volkskundlers Richard Wossidlo wurde 1908 aufgeführt. Mit Beginn des Ersten Weltkriegs wurde die Vereinsarbeit eingestellt. Das Gastspiel der Niederdeutschen Bühne Hamburg unter der Leitung von Richard Ohnsorg im Jahr 1918 in Rostock mit dem Stück De Fährkrog wurde so begeistert aufgenommen, dass daraufhin die plattdeutschen Vereine der Stadt wieder eine eigene Bühne gründen wollten. Mit dem Gymnasiallehrer Karl Krickeberg, Urenkel des ehemaligen Theaterdirektors des Schweriner Hoftheaters gleichen Namens, wurde ein geeigneter Leiter des Nedderdütschen Theaters in Rostock gefunden, 1920 wurde das erste Stück aufgeführt. Eine begeisterte Aufnahme fanden 1923 die Stücke Krickebergs Pidder Lüng und Anner Lüd Kinner. 1934 wurden 70 Aufführungen gespielt.
Während des Zweiten Weltkriegs ging die Zahl der Aufführungen stark zurück, Karl Krickeberg gab die Leitung ab. Mit der Zerstörung des Rostocker Stadttheaters 1942 verlor die Stadt ihre wichtigste Theaterbühne. Nach dem Ende des Krieges erfolgte unter der Leitung von Hilde Neumann ein Neubeginn für das niederdeutsche Theater, man spielte trotz bescheidener Voraussetzung oft vor vollen Häusern. In jedem Jahr gab es fünf Inszenierungen.
1950 konnte das Drama „De Lüd up Dangaard“ von Martin Andersen Nexö in der plattdeutschen Bearbeitung von Hilde Neumann uraufgeführt werden. Eine Besonderheit stellte in den 1950er Jahren der Austausch von Aufführungen mit verschiedenen Bühnen aus Schleswig-Holstein dar. 1957 war die Niederdeutsche Bühne auf dem Internationalen Laientheatertreffen in Scheersberg bei Flensburg zu Gast, der Leiter Heinz Jennerjahn kehrte danach nicht nach Rostock zurück. Neuer Leiter wurde Dietrich Dahl, der bis 2003 die Leitung innehatte.
Es wurde schwierig bis unmöglich, Stücke westdeutscher Autoren zu beschaffen und zu spielen. Hier erwies sich die enge direkte Zusammenarbeit mit einigen Autoren als eine Möglichkeit, passende Stücke zu finden. Hans Megow, selbst Mitglied der Bühne, bearbeitete mit Max Gerhardt, einem Schauspieler und Regisseur des Stralsunder Theaters, die Dramen Die Bernsteinhexe und Maria Flint für das plattdeutsche Theater. Maria Flint konnte nicht mehr aufgeführt werden, da 1960 viele Schauspieler nach Westdeutschland gingen. Nach 1960 wurden viele Bearbeitungen aus hochdeutschen Vorlagen aufgeführt, so De Revisor von Nikolai Gogol.
Spielstätte der Niederdeutschen Bühne war von 1955 bis 1990 der Kultursaal der Post. Dann zog man in das Kleine Haus des Volkstheaters, anschließend in das Theater am Stadthafen.

## Weblink
- Weblink der Niederdeutschen Bühne